# The Proud Family
The Proud Family é uma série de televisão animada americana criada por Bruce W. Smith que foi originalmente exibida no Disney Channel de 15 de setembro de 2001 a 19 de agosto de 2005.
Um revival, conhecido como The Proud Family: Louder and Prouder, foi anunciado em 2020 e estreou no Disney+ em 23 de fevereiro de 2022.

## Trilha sonora
O álbum da trilha sonora do programa é uma combinação de músicas originais dos personagens do programa, músicas de artistas populares da música R&B, como Alicia Keys, India.Arie e Solange & Destiny's Child (que interpretam a música tema), e clássicos soul de artistas como Aretha Franklin e The O'Jays.

### Faixas
1. "The Proud Family Theme Song" - Solange & Destiny's Child
2. "Enjoy Yourself" - L.P.D.Z.
3. "Peanut Butter Jelly Time" - Buckwheat Boyz
4. "Respect" - Aretha Franklin
5. "Fallin'" - Alicia Keys
6. "Throw Em Up" - Lil' Romeo
7. "Good Times" - Chic
8. "Bobby's Jam: So Dysfunkshunal" - Cedric the Entertainer
9. "Video" - India.Arie
10. "More Love" - Smokey Robinson & the Miracles
11. "We Are Best Friends" - L.P.D.Z.
12. "Use ta Be My Girl" - the O'Jays
13. "It's All About Me" - Penny Proud
14. "You'll Never Find Another Love like Mine" - Lou Rawls

## Jogo eletrônico
The Proud Family, um jogo eletrônico baseado na série, foi desenvolvido pela Gorilla Systems e publicado pela Buena Vista Games para o Game Boy Advance. O jogo foi lançado na América do Norte em novembro de 2005, alguns meses após o término do show. No jogo, Penny trabalha em uma variedade de empregos para arrecadar dinheiro para que ela possa comprar um T.H.A.N.G. (Total Home Automated Necessity Gizmo) para seus pais para o aniversário de casamento deles. Cada trabalho funciona como um minijogo. Além de Penny e seus pais, outros personagens da série também aparecem no jogo, incluindo os amigos de Penny e Suga Mama. GameDaily e GameZone classificaram o jogo em 8 de 10.